# フー・ケイム・ファースト
『フー・ケイム・ファースト』（Who Came First）は、イングランドのロック・ミュージシャンでザ・フーのギタリストとして知られるピート・タウンゼントが、1972年に発表した初のソロ・アルバムである。

## 解説

### 経緯
タウンゼントは、1967年に友人でイラストレーターのマイケル・マッキナニー（Michael McInnerney）が持っていたCharles Purdom著のThe God-Man: The Life, Journeys & Work of Meher Baba with an Interpretation of His Silence & Spiritual Teachingを読んでインドの導師メヘル・バーバーの教えを知り、深い影響を受けた。
ユニヴァーサル・スピリチュアル・リーグは、1931年にイングランドでも教示活動を行ない始めたバーバーの教えを広めるために、1949年にロンドンに設立された。この団体は、バーバーが他界した翌年の1970年に彼の75回目の誕生日を祝ってアルバム『ハッピー・バースデイ』を2500部限定生産して信奉者に向けて発売し、1972年2月にはバーバーの三回忌を記念してアルバム『アイ・アム』を制作して1500部を限定発売した。タウンゼントは、友人のロニー・レーン（スモール・フェイセズ、フェイセズ）やシンガー・ソングライターのビリー・ニコルスら、バーバーの信奉者であるミュージシャン、作曲家、詩人、臨床心理学者などと共にこれらのアルバムの制作に参加して、楽曲を提供した。
やがてザ・フーや音楽の愛聴者の間でこの2作のアルバムを聴きたいという希望が広がり、粗悪なコピーが海賊盤として出回った。 そこでタウンゼントは急遽、収録曲から4曲を選び、未発表音源を加えて編集して、1972年9月29日に本作を発表した。

### 内容
表ジャケットに写るタウンゼントは胸にバーバーのバッチをつけている。ジャケットの他の部分にはバーバーの写真が掲載され、アルバムにはマイケル・マッキナニーのイラストが添付された。
全9曲の収録曲の内訳は、タウンゼントの名義で彼の単独作もしくは共作が6曲、タウンゼント名義でレイ・ベイカー（Ray Baker）の作品が1曲、レーンの名義で彼の自作が1曲、ニコルスの名義で彼がマイケル・マッキナニーの夫人のケイトと共作した曲が1曲である。
タウンゼンドはレーン名義の'Evolution'とニコルス名義の'Forever's No Time At All'の2曲を除いて、ヴォーカル、全ての楽器演奏、プロデュース、レコーディング・エンジニアリング、ミキシングを担当した。
以下、曲名に続く括弧は作者を示す。

#### バーバー関連
- Content (Maud Kennedy, Pete Townshend)
- Parvardigar (Pete Townshend. Adapted from Meher Baba's Universal Prayer)
- Evolution (Ronnie Lane)
- Forever's No Time At All (Billy Nicholls, Kate McInnerney）

以上4曲は既出で、'Content'とレーン名義の'Evolution'は『ハッピー・バースデイ』（1970年）、'Parvardigar'とニコルス名義の'Forever's No Time At All'は『アイ・アム』（1972年）に収録された。
'Content'はモード・ケネディ（Maud Kennedy）の詩、'Parvardigar'はバーバーの祈りの言葉である"Universal Prayer"にタウンゼンドが曲をつけたものである。
'Evolution'ではレーンがヴォーカルとギターを担当し、タウンゼントもギターを演奏した。'Forever's No Time At All'にはニコルスとギタリストのケイレブ・クエイ（Caleb Quaye）が参加し、タウンゼントは演奏には関与していない。
- There's a Heartache Following Me (Roy Baker)

この曲は初出で、原曲は1964年にジム・リーヴス（Jim Reeves）によって発表され、バーバーが愛聴した。

#### 『ライフハウス』
- Pure and Easy (Pete Townshend)
- Let's See Action (Pete Townshend）
- Time is Passing (Pete Townshend)

以上の3曲は初出で、タウンゼンドがザ・フーの新作アルバムとして計画した『ライフハウス』の為に制作したデモ音源である。'Let's See Action'は1971年にザ・フーによって録音され、同年10月にヨーロッパでシングルとして発表された。

#### その他
- Sheraton Gibson (Pete Townshend)

この曲は初出である。ザ・フーの1970年のツアーの途中で書かれた曲で、ツアーを嫌うタウンゼントの心情を扱った。

## 収録曲

### オリジナルLP
| #         | タイトル                     | 作詞・作曲                     | タウンゼントによる注釈 | 時間  |
| --------- | ---------------------------- | ------------------------------ | --- | ----- |
| 1.        | 「Pure and Easy」            | Pete Townshend                 | Central pivot for the "LifeHouse." A film we never made.                                                                                      | 5:32  |
| 2.        | 「Evolution」                | Ronnie Lane                    | Ronnie Lane sings and plays guitar. I play lead accoustic.                                                                                    | 3:43  |
| 3.        | 「Forever's No Time At All」 | Billy Nicholls-Kate McInnerney | The words of this were written by Mike McInnerney's wife Katie. Billie Nicholls sings and plays accoustic. Caleb Quaye plays everything else. | 3:05  |
| 4.        | 「Let's See Action」         | Townshend                      | Another song from "LifeHouse." | 6:21  |
| 合計時間: | 合計時間:                    | 合計時間:                      | 合計時間: | 18:41 |

| #         | タイトル                             | 作詞・作曲                                             | タウンゼントによる注釈                                                                           | 時間  |
| --------- | ------------------------------------ | ------------------------------------------------------ | ------------------------------------------------------------------------------------------------ | ----- |
| 1.        | 「Time Is Passing」                  | Townshend                                              | I played this to Baba's mandal's and followers when I went to India this year.                   | 3:25  |
| 2.        | 「There's a Heartache Following Me」 | Ray Baker                                              | Originally recorded by J. Reeves. Baba's other favorite songs he also loved "Begin the Beguine". | 3:15  |
| 3.        | 「Sheraton Gibson」                  | Townshend                                              | On the mad again.                                                                                | 2:40  |
| 4.        | 「Content」                          | Maud Kennedy, Townshend                                | A poem by Maud Kennedy. I put it to music and sing it like Vera Lynn.                            | 2:30  |
| 5.        | 「Parvardigar」                      | Townshend. Adapted from Meher Baba's Universal Prayer. |                                                                                                  | 6:43  |
| 合計時間: | 合計時間:                            | 合計時間:                                              | 合計時間:                                                                                        | 18:33 |

### CD
1992年にライコディスクが発売したCDには、『ハッピー・バースデイ』とユニヴァーサル・スピリチュアル・リーグが1976年に制作したアルバム『ウィズ・ラヴ』の収録曲がボーナス・トラックとして追加された。
| #         | タイトル                             | 作詞・作曲                                             | 起源             | 時間  |
| --------- | ------------------------------------ | ------------------------------------------------------ | ---------------- | ----- |
| 1.        | 「Pure and Easy」                    | Pete Townshend                                         | Lifehouse Demo   | 5:32  |
| 2.        | 「Evolution」                        | Ronnie Lane                                            | "Happy Birthday" | 3:43  |
| 3.        | 「Forever's No Time At All」         | Billy Nicholls-Kate McInnerney                         | "I Am"           | 3:05  |
| 4.        | 「Let's See Action」                 | Townshend                                              | Lifehouse Demo   | 6:21  |
| 5.        | 「Time Is Passing」                  | Townshend                                              | Lifehouse Demo   | 3:25  |
| 6.        | 「There's a Heartache Following Me」 | Ray Baker                                              |                  | 3:15  |
| 7.        | 「Sheraton Gibson」                  | Townshend                                              |                  | 2:40  |
| 8.        | 「Content」                          | Maud Kennedy, Townshend                                | "Happy Birthday" | 2:30  |
| 9.        | 「Parvardigar」                      | Townshend. Adapted from Meher Baba's Universal Prayer. | "I Am"           | 6:43  |
| 10.       | 「His Hands」                        | Townshend                                              | "With Love"      | 2:06  |
| 11.       | 「The Seeker」                       | Townshend                                              | "Happy Birthday" | 4:33  |
| 12.       | 「Day Of Silence」                   | Townshend                                              | "Happy Birthday" | 2:49  |
| 13.       | 「Sleeping Dog」                     | Townshend                                              | "With Love"      | 2:56  |
| 14.       | 「The Love Man」                     | Townshend                                              | "Happy Birthday" | 4:55  |
| 15.       | 「Lantern Cabin」                    | Townshend                                              | "With Love"      | 4:03  |
| 合計時間: | 合計時間:                            | 合計時間:                                              | 合計時間:        | 58:36 |

## 参加ミュージシャン
※番号はCDのトラック・ナンバーを示す。
- ピート・タウンゼント（Pete Townshend） – 全て（#1, #4-9）、アコースティック・ギター（#2）
- ロニー・レーン（Ronnie Lane） – ヴォーカル、ギター（#2）
- ビリー・ニコルス（Billy Nicholls） – ヴォーカル、アコースティック・ギター（#3）
- ケイレブ・クエイ（Caleb Quaye） – アコースティック・ギター以外の楽器（#3）